# IRA-Stabschef
Die Organisationen, die sich als Irish Republican Army bezeichnet haben und bezeichnen, waren bzw. sind  hierarchisch organisiert. An der Spitze der Organisation steht der siebenköpfige IRA-Armeerat (Army Council), dessen Vorsitzender der IRA-Stabschef (Chief of Staff) ist. Der Stabschef bestimmt einen Stellvertreter, den IRA Adjutant General, und bildet ein Hauptquartier (IRA General Headquarters; auch GHQ), das aus einer Reihe von einzelnen Departments besteht.
Die folgende Liste beinhaltet Personen, von denen angenommen wird, dass sie als Stabschef in den unterschiedlichen Organisationen amtierten, die sich die Irish Republican Army nennen und nannten. Wegen der konspirativen Natur dieser Organisationen ist diese Liste nicht endgültig.

## Stabschefs der Irish Republican Army (1917–1922)
| Nr. | Name                                                 | Amtsantritt      | Rücktritt       | Beleg |
| --- | ---------------------------------------------------- | ---------------- | --------------- | ----- |
| 1   | Cathal Brugha (Vorsitzender der ständigen Exekutive) | 27. Oktober 1917 | März 1919       | [ 1 ] |
| 2   | Richard Mulcahy                                      | März 1919        | 15. Januar 1922 | [ 2 ] |
| 3   | Eoin O’Duffy                                         | 15. Januar 1922  | Juli 1922       | [ 2 ] |

## Stabschefs der vertragsablehnenden Irish Republican Army (1922–1969)
| Nr. | Name                                | Amtsantritt                                         | Rücktritt          | Beleg         |
| --- | ----------------------------------- | --------------------------------------------------- | ------------------ | ------------- |
|     | Liam Lynch                          | 26. März 1922                                       | 18. Juni 1922      | [ 3 ]         |
|     | Joseph McKelvey                     | 18. Juni 1922                                       | 30. Juni 1922      | [ 4 ]         |
|     | Liam Lynch (zweite Amtszeit)        | 30. Juni 1922                                       | 10. April 1923     |               |
|     | Frank Aiken                         | 20. April 1923                                      | 12. November, 1925 | [ 5 ]         |
|     | Andy Cooney                         | 12. November 1925                                   | Juli 1926          | [ 6 ]         |
|     | Moss (Maurice) Twomey               | 1926 (designiert) 1927 (offiziell)                  | Juni 1936          | [ 7 ]         |
|     | Seán MacBride                       | Juni 1936                                           | Ende 1936          | [ 8 ]         |
|     | Tom Barry                           | 1937                                                | 1937               | [ 3 ]         |
|     | Mick Fitzpatrick                    | 1937                                                | 1938               | [ 9 ]         |
|     | Seán Russell                        | 1938                                                | 14. August 1940    | [ 10 ]        |
|     | Stephen Hayes                       | 1940?                                               | 30. Juni 1941      | [ 11 ]        |
|     | Pearse Kelly (alias Paul Kelso)     | 1941                                                | 27. November 1941  |               |
|     | Seán Harrington                     | nach November 1941                                  | Februar 1942       |               |
|     | Seán McCool                         | Februar 1942                                        | 14. August 1942    |               |
|     | Eoin McNamee                        | 1942                                                | 1942               |               |
|     | Hugh McAteer                        | 1942                                                | 12. Oktober 1942   |               |
|     | Charlie Kerins                      | Oktober 1942                                        | 16. Juni 1944      |               |
|     | Position vakant für einige Monate   | 16. Juni 1944                                       |                    |               |
|     | Harry White                         | 1944                                                | 1945               |               |
|     | Patrick Fleming                     | 1. März 1945                                        | 1947?              | [ 10 ]        |
|     | Willie McGuinness                   | 1947                                                | 1948?              | [ 10 ] [ 12 ] |
|     | Tony Magan                          | November 1948                                       | 6. Juli 1957       | [ 10 ]        |
|     | Richard Burke                       | Januar 1957                                         | Mai 1957           | [ 13 ]        |
|     | Tony Magan (zweite Amtszeit)        | Mai 1957                                            | 6. Juli 1957       | [ 10 ] [ 14 ] |
|     | Seán Cronin                         | Juli 1957 (designiert), 11. November 1957 offiziell | Oktober 1958       | [ 15 ]        |
|     | John Joe McGirl                     | Oktober 1958                                        | 24. Oktober 1958   | [ 16 ]        |
|     | Ruairí Ó Brádaigh                   | 24. Oktober 1958                                    | Ende Mai 1959      | [ 17 ]        |
|     | Seán Cronin (zweite Amtszeit)       | Ende Mai 1959                                       | Juni 1960          | [ 18 ]        |
|     | Ruairí Ó Brádaigh (zweite Amtszeit) | Sommer 1960                                         | 7. September 1962  | [ 19 ]        |
|     | Cathal Goulding                     | 7. September 1962                                   |                    | [ 20 ]        |

Auf einer IRA Special Army Convention (SAC), die am 28. Dezember 1969 in Dublin abgehalten wurde, spaltete sich die IRA in zwei Fraktionen. Die Mehrheit der Delegierten gründete die Official IRA und eine Minderheit die Provisional IRA.

## Stabschefs der Provisional Irish Republican Army (ab 1969)
| Nr. | Name                            | Amtsantritt      | Rücktritt         | Beleg                       |
| --- | ------------------------------- | ---------------- | ----------------- | --------------------------- |
|     | Seán Mac Stiofáin               | Dezember 1969    | 19. November 1972 | [ 21 ]                      |
|     | Joe Cahill                      | November 1972    | März 1973         | [ 22 ]                      |
|     | Seamus Twomey                   | März 1973        | Juni 1973         | [ 22 ]                      |
|     | Éamonn O’Doherty                | Juni 1973        | Juni/Juli 1974    | [ 23 ]                      |
|     | Seamus Twomey (zweite Amtszeit) | Juni/Juli 1974   | Dezember 1977     | [ 22 ]                      |
|     | Gerry Adams                     | 3. Dezember 1977 | 18. Februar 1978  | [ 24 ] [ 25 ] [ 26 ] [ 27 ] |
|     | Martin McGuinness               | 1978             | Herbst 1982       | [ 22 ]                      |
|     | Ivor Bell                       | Herbst 1982      | September 1983    | [ 22 ]                      |
|     | Kevin McKenna                   | September 1983   | Oktober 1997      | [ 22 ]                      |
|     | Thomas Murphy                   | Oktober 1997     |                   | [ 22 ]                      |

1. ↑  Irische und britische Historiker, u. a. Ed Moloney, Autor des Standardwerkes A Secret History of the IRA, geben an, dass Gerry Adams in der IRA-Führung saß, jedoch dementiert Adams, jemals ein IRA-Mitglied, geschweige denn der Stabschef gewesen zu sein. Siehe "IRA Expert Ed Moloney to Speak On Campus Nov. 20" (Memento vom 12. September 2006 im Internet Archive), Boston Chronicle, 14. November 2002.
Umstritten sind auch die Daten, so geben Bishop/Mallie z. B. an, dass Adams nach Martin McGuinness den Vorsitz übernahm, nicht vor diesem. Vgl. Patrick Bishop & Eamonn Mallie: The Provisional IRA. London 1987 (Heinemann), ISBN 0-434-07410-1, S. 250

## Stabschefs der Official Irish Republican Army (ab 1969)
| Nr. | Name            | Amtsantritt   | Rücktritt             | Quelle |
| --- | --------------- | ------------- | --------------------- | ------ |
|     | Cathal Goulding | Dezember 1969 | 1972                  |        |
|     | ?               | 1972          | 1998                  |        |
|     | Seán Garland    | 1998          | († 13. Dezember 2018) | [ 28 ] |

## Stabschefs der Continuity Irish Republican Army (ab 1986)
| Nr. | Name             | Amtsantritt | Rücktritt | Quelle |
| --- | ---------------- | ----------- | --------- | ------ |
|     | Dáithí Ó Conaill | 1986        | 1991      | [ 29 ] |
|     | ?                | 1991        |           |        |